# Società Polisportiva Ars et Labor 1929-1930
Questa pagina raccoglie le informazioni riguardanti la Società Polisportiva Ars et Labor nelle competizioni ufficiali della stagione 1929-1930.

## Stagione
Una triste notizia precede la nuova stagione: Abdon Sgarbi da Portomaggiore, dopo aver giocato sei stagioni nelle file della SPAL (dal 1921 al 1927) prima di essere ceduto al Milan dove ha disputato le sue ultime due stagioni, è morto il 18 agosto 1929 a soli 26 anni, assalito da una violenta febbre tifoide, lasciando sgomenti familiari, amici e tanti tifosi portuensi, spallini e milanisti. 
Una serie di circostanze sfavorevoli negli ultimi anni, hanno impedito alla SPAL di tornare nella massima categoria, relegandola addirittura in terza. Nella stagione in cui ha inizio l'era delle Serie A e B a girone unico, la squadra ferrarese è confinata nel torneo di Prima Divisione, con l'imperativo di risalire il prima possibile.
Il presidente Ferri affida la conduzione della squadra ad un altro ungherese, György Hlavay e cede al Foggia il bomber Marchionneschi. I biancazzurri disputano un brillante campionato, giungendo alle spalle solo dell'Udinese. In evidenza Mario Romani con 29 reti e Aldo Barbieri con 16, che seguendo lo spregiudicato modulo di gioco voluto dall'allenatore magiaro, finalizzano in gol le azioni preparate.

## Rosa
| N. |                   | Ruolo | Calciatore         |
| -- | ----------------- | ----- | ------------------ |
|    | Italia (bandiera) | P     | Enzo Caselli       |
|    | Italia (bandiera) | P     | Bruno Festi        |
|    | Italia (bandiera) | D     | Arnaldo Calzolari  |
|    | Italia (bandiera) | D     | Olao Cerini        |
|    | Italia (bandiera) | D     | Giovanni Grigolato |
|    | Italia (bandiera) | D     | Giovanni Margutti  |
|    | Italia (bandiera) | D     | Musacchi           |
|    | Italia (bandiera) | D     | Slucca             |
|    | Italia (bandiera) | C     | Athos Bertacchini  |
|    | Italia (bandiera) | C     | Bruno Bertacchini  |

| N. |                   | Ruolo | Calciatore        |
| -- | ----------------- | ----- | ----------------- |
|    | Italia (bandiera) | C     | Mario Conte       |
|    | Italia (bandiera) | C     | Luigi Spanghero   |
|    | Italia (bandiera) | C     | Giovanni Villotti |
|    | Italia (bandiera) | A     | Aldo Barbieri     |
|    | Italia (bandiera) | A     | Arrigo Benvenuti  |
|    | Italia (bandiera) | A     | Bruno Braga       |
|    | Italia (bandiera) | A     | Castaldini        |
|    | Italia (bandiera) | A     | Allegro Facchini  |
|    | Italia (bandiera) | A     | Mario Romani      |
|    | Italia (bandiera) | A     | Tosi              |

## Risultati

### Prima Divisione (girone C)

#### Girone di andata[2]
| Arbitro: | Girelli (Verona) |

|                            |           |               |
| Busin II 14’, 66’ Rosa 41’ | Marcatori | 6’, 55’ Conte |

| Arbitro: | Turriti (Firenze) |

|                                     |           |                              |
| Romani 12’, 41’, 48’, 59’ Conte 85’ | Marcatori | 51’ Gasparini 62’ I.Facchini |

| Arbitro: | Bertiato (Venezia) |

|                                                    |           |            |
| Bertacchini I 30’, 62’ Barbieri 85’ A.Facchini 86’ | Marcatori | 40’ Gortan |

| Arbitro: | Bellini (Padova) |

|                       |           |                                                       |
| Bossini 22’ Rocco 88’ | Marcatori | 23’ Romani 42’, 50’ Conte 70’ Barbieri 77’ A.Facchini |

| Arbitro: | Girelli (Verona) |

|                                    |           |            |
| Calzolari 12’ Conte 48’ Romani 88’ | Marcatori | 89’ Perper |

| Arbitro: | Pagnin (Treviso) |

|                                     |           |  |
| Conte 13’ A.Facchini 15’ Romani 25’ | Marcatori |  |

| Arbitro: | Paleari (Monza) |

|                                                   |           |                 |
| Setti 10’ Lolli I 22’, 28’, 84’ Vignelli 42’, 67’ | Marcatori | 23’, 87’ Romani |

| Arbitro: | Moroni (Lodi) |

|                                          |           |  |
| Bertacchini I 25’ Conte 30’ Barbieri 63’ | Marcatori |  |

| Arbitro: | Quilleri (Brescia) |

|                                          |           |                     |
| Barbieri 27’, 85’ Romani 65’, 72’ (rig.) | Marcatori | 70’, 80’ Bartesaghi |

| Arbitro: | Salvagno (Trieste) |

|  |           |                              |
|  | Marcatori | 26’ Barbieri 64’, 77’ Romani |

| Forlì 5 gennaio 1930 12ª giornata | Forlì               | 0 – 0 | SPAL | Campo Tullo Morgagni\| Arbitro: \| Casartelli (Milano) \| |
| Arbitro:                          | Casartelli (Milano) |       |      |                                                           |

| Arbitro: | Melandri (Genova) |

|                                                         |           |             |
| Bertacchini I 3’, 36’ Romani 38’ Barbieri 63’, 71’, 83’ | Marcatori | 65’ Fassina |

| Arbitro: | Bevilacqua (Viareggio) |

|              |           |  |
| Battioni 56’ | Marcatori |  |

| Arbitro: | Bonello (Venezia) |

|                                                                            |           |             |
| Romani 15’, 22’, 88’ Barbieri 60’, 70’ Pavesi 63’ (aut.) Bertacchini I 75’ | Marcatori | 30’ Vallari |

#### Girone di ritorno[4]
| Arbitro: | Bartolo (Brescia) |

|                                               |           |          |
| Romani 27’ (rig.) Barbieri 68’, 88’ Conte 84’ | Marcatori | 80’ Rosa |

| Arbitro: | Dalle Mole (Vicenza) |

|               |           |  |
| I.Facchini 3’ | Marcatori |  |

| Arbitro: | Rubinato (Venezia) |

|                         |           |                   |
| Wilfling 3’, 55’ (rig.) | Marcatori | 80’ (rig.) Romani |

| Arbitro: | Omodei Zorini (Novara) |

|              |           |            |
| Villotti 32’ | Marcatori | 57’ Sacchi |

| Arbitro: | Carraro (Padova) |

|                                    |           |                 |
| Grigolato 47’ (aut.) Gravisi I 65’ | Marcatori | 12’, 54’ Romani |

| Arbitro: | Salvagno (Trieste) |

|                    |           |                                               |
| Nichele 60’ (rig.) | Marcatori | 9’, 37’ A.Facchini 80’ Spanghero 87’ Barbieri |

| Arbitro: | Enrietti (Torino) |

|                         |           |  |
| Calzolari 4’ Romani 18’ | Marcatori |  |

| Arbitro: | Dorigo (Vicenza) |

|  |           |                                             |
|  | Marcatori | 5’ A.Facchini 14’ Spanghero 73’, 87’ Romani |

| Arbitro: | Dall'Era (Brescia) |

|                                       |           |            |
| Vittorio 3’ Bartesaghi 38’ Bonino 73’ | Marcatori | 37’ Romani |

| Arbitro: | Fornarelli (Bari) |

|                                                      |           |  |
| Spanghero 17’, 32’, 89’ Bertacchini I 57’ Romani 75’ | Marcatori |  |

| Arbitro: | Brighenti (Trento) |

|                                   |           |            |
| Romani 10’, 70’ Bertacchini I 55’ | Marcatori | 6’ Podetti |

| Arbitro: | Lupini (Bergamo) |

|                             |           |                             |
| Contesotto 32’ Bisigato 39’ | Marcatori | 40’ Barbieri 58’ A.Facchini |

| Arbitro: | Perani (Bergamo) |

|                             |           |                           |
| A.Facchini 43’ Barbieri 70’ | Marcatori | 22’ Marinari 75’ Battioni |

| Arbitro: | Tagliabue (Milano) |

|             |           |                               |
| Vallari 18’ | Marcatori | 28’ Romani 47’ Tosi 68’ Braga |